# アポーストル家

アポーストル家の紋章。

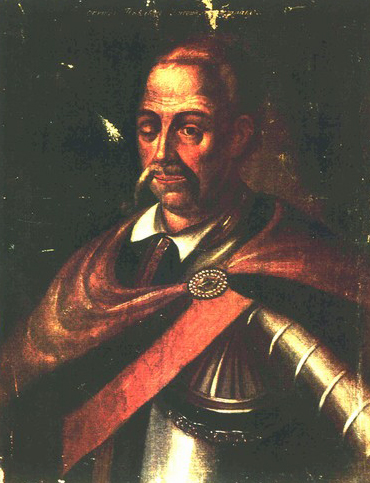
ウクライナのヘーチマン、ダヌィーロ・アポーストル

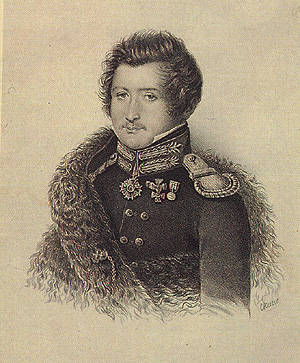
ロシアの革命家、セルゲイ・ムラヴィヨフ＝アポストル

アポーストル家（ウクライナ語：Апостоли）は、17世紀半ばから19世紀前半にかけて存在したウクライナ・コサック長官の氏族の一つである。モルダヴィア公国の士族出身。18世紀末にロシア帝国の貴族となった。別名として、アポストルとも呼ばれる。

## 概要

### 初代
- パウロー・アポーストル（？‐1668年；Павло Охрімович Апостол）

コサックの長官。フメリニツキーの乱のコサック司令官の一人。ヘーチマン国家ムィールホロド連隊の連隊長（1659年‐1668年）。

### 二代
- ダヌィーロ・アポーストル（1654年‐1734年；Данило Павлович Апостол）

コサックの長官。パウロー・アポーストルの長男。ヘーチマン国家ムィールホロド連隊の連隊長（1668年‐1687年）。当国のヘーチマン（1727年‐1734年）。

### 三代
- パウロー・アポーストル（？‐1736年；Павло Данилович Апостол）

コサックの長官。ダヌィーロ・アポーストルの長男。ヘーチマン国家ムィールホロド連隊の連隊長（1727年‐1736年）。当国のヘーチマン（1727年‐1734年）。露土戦争で戦死。
- ヘトロー・アポーストル（？‐1759年；Петро Данилович Апостол）

コサックの長官。ダヌィーロ・アポーストルの次男。ヘーチマン国家ルィーブヌィ連隊の連隊長（1728年‐1757年）。1725年から1730年にかけて父の人質としてロシアのサンクトペテルブルクで暮らした。18世紀の貴重な史料『アポーストルの日記』を書いた。妻はロシア貴族アンナ・ヘラースコワ。
- ヴァスィーリ・アポーストル（？‐1816年；ВасильПетрович Апостол）

コサックの長官。若年で病死。
- マルタ・アポーストル（？‐？；Марта Данилівна Апостол）

ロシア帝国の貴族。ダヌィーロ・アポーストルの長女。ポルタヴァ連隊長ヴァスィーリ・コチュベーイの妻。
- ハンナ・アポーストル（？‐？；Ганна Данилівна Апостол）

ロシア帝国の貴族。ダヌィーロ・アポーストルの次女。ニージン連隊長レオニド・ジュラキーウシクィイの妻。
- パラースカ・アポーストル（？‐？；Параска Данилівна Апостол）

ロシア帝国の貴族。ダヌィーロ・アポーストルの三女。大軍蔵人ィハーイロ・スコロパードシクィイの妻。
- テチャーナ・アポーストル（？‐？；Тетяна Данилівна Апостол）

ロシア帝国の貴族。ダヌィーロ・アポーストルの四女。イヴァン・ロムィコーウシクィイの妻。
- ハンナ・アポーストル（？‐？；Тетяна Данилівна Апостол）

ロシア帝国の貴族。ダヌィーロ・アポーストルの五女。ペトロー・クリャーブカの妻。

### 四代
- ダヌィーロ・アポーストル（？‐？；Данило Петрович Апостол）

コサックの長官、ロシア帝国の貴族。ヘトロー・アポーストルの長男。ヘーチマン国家大軍旗手官（？‐1767年）。小ロシア委員会の一員（1784年‐1786年）
- ムィハーロ・アポーストル（？‐1816年；Данило Петрович Апостол）

コサックの長官、ロシア帝国の貴族。ヘトロー・アポーストルの次男。
- ヤーキウ・アポーストル（？‐？；Яків Васильович Апостол）

コサックの長官、ロシア帝国の貴族。ヴァスィーリ・アポーストルの長男。ヘーチマン国家ムィールホロド連隊の役人。
- ソフィア・アポーストル（？‐？；Софія Петрівна Апостол）

ロシア帝国の貴族。ペトロー・アポーストルの長女。
- オレーナ・アポーストル（？‐？；Олена Петрівна Апостол）

ロシア帝国の貴族。ペトロー・アポーストルの次女。ロシア貴族マツヴェイ・ムラヴィヨフの妻。
- カテルィーナ・アポーストル（？‐？；Катерина Петрівна Апостол）

ロシア帝国の貴族。ペトロー・アポーストルの三女。
アポーストル家が絶えるとその家名は、オレーナ・アポーストルの息子イヴァンが受け継ぎ、イヴァン・ムラヴィヨフ＝アポストルと名なった。イヴァンの息子、セルゲイ・ムラヴィヨフ＝アポストルはデカブリストの乱の首謀者の一人であった。